# Manuel Octavio Gómez
Manuel Octavio Gómez est un réalisateur et scénariste cubain né le 14 novembre 1934 et décédé le 2 janvier 1988 à La Havane.

## Comme réalisateur
- 1962 : Historia de una batalla
- 1963 : Cuentos del Alhambra
- 1964 : Un poco más de azul
- 1964 : El encuentro
- 1966 : La salación
- 1967 : Tulipa
- 1969 : La Première Charge à la machette (La primera carga al machete)
- 1971 : Los días del agua (en)
- 1973 : Ustedes tienen la palabra
- 1976 : La tierra y el cielo
- 1978 : Una mujer, un hombre, una ciudad...
- 1981 : ¡Patakín! quiere decir ¡fábula!
- 1983 : El señor presidente
- 1988 : Gallego

## Comme scénariste
- 1963 : Cuentos del Alhambra
- 1966 : La Salación
- 1967 : Tulipa
- 1969 : La Première Charge à la machette (La Primera carga al machete)
- 1981 : ¡Patakín! quiere decir ¡fábula!
- 1988 : Gallego